# Мохаммад Ноході
Мохаммад Ноході (23 липня 2006 , Кабул ) — іранський борець вільного стилю, призер чемпіонатів світу та  Азії.

## Спортивні результати на міжнародних змаганнях

### Виступи на Чемпіонатах світу
| Змагання                        | Збірна | Вагова категорія          | Місце  |
| ------------------------------- | ------ | ------------------------- | ------ |
| Чемпіонат світу з боротьби 2021 | Іран   | вільна боротьба, до 79 кг | Срібло |
| Чемпіонат світу з боротьби 2022 | Іран   | вільна боротьба, до 79 кг | Срібло |

### Виступи на Чемпіонатах Азії
| Змагання                       | Збірна | Вагова категорія          | Місце  |
| ------------------------------ | ------ | ------------------------- | ------ |
| Чемпіонат Азії з боротьби 2019 | Іран   | вільна боротьба, до 74 кг | Бронза |

### Виступи на інших змаганнях
| Змагання                                | Збірна | Вагова категорія          | Місце  |
| --------------------------------------- | ------ | ------------------------- | ------ |
| Турнір міста Сассарі з боротьби 2019    | Іран   | вільна боротьба, до 74 кг | 9      |
| Клубний чемпіонат світу з боротьби 2019 | Іран   | команда                   | Бронза |
| Турнір Яшара Догу 2021                  | Іран   | вільна боротьба, до 79 кг | Золото |
| Турнір Зухаєра Сгайєра 2022             | Іран   | вільна боротьба, до 79 кг | Золото |

### Виступи на змаганнях молодших вікових груп
| Змагання                                      | Збірна | Вагова категорія          | Місце  |
| --------------------------------------------- | ------ | ------------------------- | ------ |
| Чемпіонат світу з боротьби серед юніорів 2017 | Іран   | вільна боротьба, до 69 кг | Бронза |
| Чемпіонат Азії з боротьби серед кадетів 2018  | Іран   | вільна боротьба, до 71 кг | Золото |
| Чемпіонат світу з боротьби серед кадетів 2018 | Іран   | вільна боротьба, до 71 кг | 14     |
| Чемпіонат світу з боротьби серед юніорів 2018 | Іран   | вільна боротьба, до 74 кг | 7      |
| Чемпіонат світу з боротьби серед молоді 2019  | Іран   | вільна боротьба, до 74 кг | Срібло |